# Max von Coudenhove

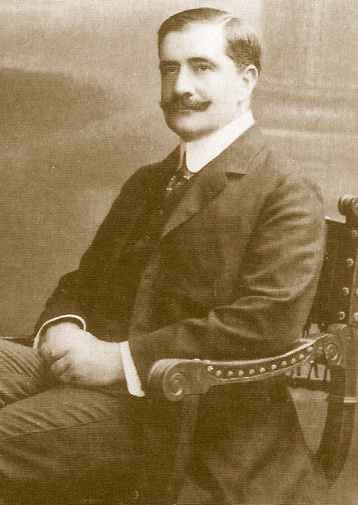
Max Graf von Coudenhove
(um 1911)

Max Julius Viktor Maria (Graf von) Coudenhove (* 17. Dezember 1865 in Wien; † 3. Juli 1928 in Bad Kissingen) war ein österreichischer Verwaltungsjurist und hochrangiger Beamter. Er war von 1908 bis 1915 Landespräsident von Österreichisch-Schlesien und anschließend bis zum Ende der Habsburgermonarchie 1918 letzter Statthalter von Böhmen.

## Leben
Coudenhove entstammte dem uradeligen, aus dem Brabant kommenden Adelsgeschlecht der Coudenhove, das 1240 erstmals urkundlich erwähnt, 1790 in den Reichsgrafenstand erhoben wurde und seit 1815 in Böhmen ansässig war. Er war der Sohn von Theophil Graf von Coudenhove (1803–1880) und seiner Ehefrau Henriette Josephine von Auersperg (1820–1873). Der Feldmarschallleutnant Maximilian Coudenhove war sein Onkel.
Nach dem Jurastudium in Wien trat Coudenhove 1887 in den österreichischen Staatsdienst. Er war zunächst bei der Statthalterei für die Markgrafschaft Mähren in Brünn tätig, dann neun Jahre bei der Bezirkshauptmannschaft Mährisch Weißkirchen und anschließend erneut im Präsidium der Statthalterei in Brünn. Kaiser Franz Joseph I. ernannte ihn am 26. Januar 1908 zum Landespräsidenten von Österreichisch-Schlesien. Er war k.k. Hofrat beim Verwaltungsgerichtshof in Wien, Wirklicher Geheimer Rat und Kämmerer. Am 27. März 1915, während des Ersten Weltkriegs, stieg er zum Statthalter für das Königreich Böhmen auf. In diesem Amt war er indirekter Nachfolger seines älteren Bruders Karl Maria von Coudenhove (1855–1913). Max von Coudenhove war der letzte Statthalter vor dem Ende der Habsburgerherrschaft und Gründung der Tschechoslowakischen Republik am 28. Oktober 1918.
Nach dem Zerfall Österreich-Ungarns im Jahr 1918 zog er sich aus der Politik zurück und bewirtschaftete seinen Familienbesitz Seehof, heute ein Müttergenesungsheim bei Bad Kissingen in Unterfranken. Die Adelstitel wurden für österreichische Staatsbürger mit dem am 10. April 1919 wirksam gewordenen Adelsaufhebungsgesetz Deutschösterreichs abgeschafft.
Coudenhove heiratete am 21. September 1889 in Wien Marie Amalia Taaffe (* 21. September 1866 in Salzburg; † 19. November 1928 in Wien), Tochter des damaligen österreichischen Ministerpräsidenten Eduard Taaffe und der Irma Csáky de Körösszegh et Adorján (1838–1912).
Sein Grab befindet sich auf dem Kapellenfriedhof in Bad Kissingen.

## Orden
- Großkreuz des Franz-Joseph-Ordens

## Vorfahren, Kinder und Enkel
| Georg Louis Baron de Coudenhove * 1734, † 13. Juli 1786 in Aschaffenburg, Kurmainz; Burgmann, Geheimrat                                                                                       | Georg Louis Baron de Coudenhove * 1734, † 13. Juli 1786 in Aschaffenburg, Kurmainz; Burgmann, Geheimrat                                                                                       | Georg Louis Baron de Coudenhove * 1734, † 13. Juli 1786 in Aschaffenburg, Kurmainz; Burgmann, Geheimrat                                                                                       | Georg Louis Baron de Coudenhove * 1734, † 13. Juli 1786 in Aschaffenburg, Kurmainz; Burgmann, Geheimrat                                                                                       | Georg Louis Baron de Coudenhove * 1734, † 13. Juli 1786 in Aschaffenburg, Kurmainz; Burgmann, Geheimrat                                                                                       | Georg Louis Baron de Coudenhove * 1734, † 13. Juli 1786 in Aschaffenburg, Kurmainz; Burgmann, Geheimrat                                                                                       |                                                                                     |                                                                                     |  |  | ⚭ 1772 mit Sophia Gräfin von Hatzfeldt * 21. Januar 1747 auf Schloss Schönstein, Kurköln, † 21. Mai 1825 in Paris, Frankreich                                                   | ⚭ 1772 mit Sophia Gräfin von Hatzfeldt * 21. Januar 1747 auf Schloss Schönstein, Kurköln, † 21. Mai 1825 in Paris, Frankreich                                                   | ⚭ 1772 mit Sophia Gräfin von Hatzfeldt * 21. Januar 1747 auf Schloss Schönstein, Kurköln, † 21. Mai 1825 in Paris, Frankreich                                                   | ⚭ 1772 mit Sophia Gräfin von Hatzfeldt * 21. Januar 1747 auf Schloss Schönstein, Kurköln, † 21. Mai 1825 in Paris, Frankreich                                                   | ⚭ 1772 mit Sophia Gräfin von Hatzfeldt * 21. Januar 1747 auf Schloss Schönstein, Kurköln, † 21. Mai 1825 in Paris, Frankreich                                                   | ⚭ 1772 mit Sophia Gräfin von Hatzfeldt * 21. Januar 1747 auf Schloss Schönstein, Kurköln, † 21. Mai 1825 in Paris, Frankreich                                                   |
| Georg Louis Baron de Coudenhove * 1734, † 13. Juli 1786 in Aschaffenburg, Kurmainz; Burgmann, Geheimrat                                                                                       | Georg Louis Baron de Coudenhove * 1734, † 13. Juli 1786 in Aschaffenburg, Kurmainz; Burgmann, Geheimrat                                                                                       | Georg Louis Baron de Coudenhove * 1734, † 13. Juli 1786 in Aschaffenburg, Kurmainz; Burgmann, Geheimrat                                                                                       | Georg Louis Baron de Coudenhove * 1734, † 13. Juli 1786 in Aschaffenburg, Kurmainz; Burgmann, Geheimrat                                                                                       | Georg Louis Baron de Coudenhove * 1734, † 13. Juli 1786 in Aschaffenburg, Kurmainz; Burgmann, Geheimrat                                                                                       | Georg Louis Baron de Coudenhove * 1734, † 13. Juli 1786 in Aschaffenburg, Kurmainz; Burgmann, Geheimrat                                                                                       |                                                                                     |                                                                                     |  |  | ⚭ 1772 mit Sophia Gräfin von Hatzfeldt * 21. Januar 1747 auf Schloss Schönstein, Kurköln, † 21. Mai 1825 in Paris, Frankreich                                                   | ⚭ 1772 mit Sophia Gräfin von Hatzfeldt * 21. Januar 1747 auf Schloss Schönstein, Kurköln, † 21. Mai 1825 in Paris, Frankreich                                                   | ⚭ 1772 mit Sophia Gräfin von Hatzfeldt * 21. Januar 1747 auf Schloss Schönstein, Kurköln, † 21. Mai 1825 in Paris, Frankreich                                                   | ⚭ 1772 mit Sophia Gräfin von Hatzfeldt * 21. Januar 1747 auf Schloss Schönstein, Kurköln, † 21. Mai 1825 in Paris, Frankreich                                                   | ⚭ 1772 mit Sophia Gräfin von Hatzfeldt * 21. Januar 1747 auf Schloss Schönstein, Kurköln, † 21. Mai 1825 in Paris, Frankreich                                                   | ⚭ 1772 mit Sophia Gräfin von Hatzfeldt * 21. Januar 1747 auf Schloss Schönstein, Kurköln, † 21. Mai 1825 in Paris, Frankreich                                                   |
| | | | | | |                                                                                     |                                                                                     |  |  | | | | | | |
| Franz Carl Maria Ludwig Graf von Coudenhove * 8. Januar 1774 in Aachen † 30. April 1838 in Wien, Österreich; Propst des Königlichen Kollegiatkapitels der Hl. Peter und Paul auf dem Vyšehrad | Franz Carl Maria Ludwig Graf von Coudenhove * 8. Januar 1774 in Aachen † 30. April 1838 in Wien, Österreich; Propst des Königlichen Kollegiatkapitels der Hl. Peter und Paul auf dem Vyšehrad | Franz Carl Maria Ludwig Graf von Coudenhove * 8. Januar 1774 in Aachen † 30. April 1838 in Wien, Österreich; Propst des Königlichen Kollegiatkapitels der Hl. Peter und Paul auf dem Vyšehrad | Franz Carl Maria Ludwig Graf von Coudenhove * 8. Januar 1774 in Aachen † 30. April 1838 in Wien, Österreich; Propst des Königlichen Kollegiatkapitels der Hl. Peter und Paul auf dem Vyšehrad | Franz Carl Maria Ludwig Graf von Coudenhove * 8. Januar 1774 in Aachen † 30. April 1838 in Wien, Österreich; Propst des Königlichen Kollegiatkapitels der Hl. Peter und Paul auf dem Vyšehrad | Franz Carl Maria Ludwig Graf von Coudenhove * 8. Januar 1774 in Aachen † 30. April 1838 in Wien, Österreich; Propst des Königlichen Kollegiatkapitels der Hl. Peter und Paul auf dem Vyšehrad |                                                                                     |                                                                                     |  |  | ⚭ 27. Juli 1802 mit Karolina (Charlotte) Johanna Walburgis Wambolt von Umstadt † 5. Januar 1819 auf Gut Inditz, Böhmen                                                          | ⚭ 27. Juli 1802 mit Karolina (Charlotte) Johanna Walburgis Wambolt von Umstadt † 5. Januar 1819 auf Gut Inditz, Böhmen                                                          | ⚭ 27. Juli 1802 mit Karolina (Charlotte) Johanna Walburgis Wambolt von Umstadt † 5. Januar 1819 auf Gut Inditz, Böhmen                                                          | ⚭ 27. Juli 1802 mit Karolina (Charlotte) Johanna Walburgis Wambolt von Umstadt † 5. Januar 1819 auf Gut Inditz, Böhmen                                                          | ⚭ 27. Juli 1802 mit Karolina (Charlotte) Johanna Walburgis Wambolt von Umstadt † 5. Januar 1819 auf Gut Inditz, Böhmen                                                          | ⚭ 27. Juli 1802 mit Karolina (Charlotte) Johanna Walburgis Wambolt von Umstadt † 5. Januar 1819 auf Gut Inditz, Böhmen                                                          |
| Franz Carl Maria Ludwig Graf von Coudenhove * 8. Januar 1774 in Aachen † 30. April 1838 in Wien, Österreich; Propst des Königlichen Kollegiatkapitels der Hl. Peter und Paul auf dem Vyšehrad | Franz Carl Maria Ludwig Graf von Coudenhove * 8. Januar 1774 in Aachen † 30. April 1838 in Wien, Österreich; Propst des Königlichen Kollegiatkapitels der Hl. Peter und Paul auf dem Vyšehrad | Franz Carl Maria Ludwig Graf von Coudenhove * 8. Januar 1774 in Aachen † 30. April 1838 in Wien, Österreich; Propst des Königlichen Kollegiatkapitels der Hl. Peter und Paul auf dem Vyšehrad | Franz Carl Maria Ludwig Graf von Coudenhove * 8. Januar 1774 in Aachen † 30. April 1838 in Wien, Österreich; Propst des Königlichen Kollegiatkapitels der Hl. Peter und Paul auf dem Vyšehrad | Franz Carl Maria Ludwig Graf von Coudenhove * 8. Januar 1774 in Aachen † 30. April 1838 in Wien, Österreich; Propst des Königlichen Kollegiatkapitels der Hl. Peter und Paul auf dem Vyšehrad | Franz Carl Maria Ludwig Graf von Coudenhove * 8. Januar 1774 in Aachen † 30. April 1838 in Wien, Österreich; Propst des Königlichen Kollegiatkapitels der Hl. Peter und Paul auf dem Vyšehrad |                                                                                     |                                                                                     |  |  | ⚭ 27. Juli 1802 mit Karolina (Charlotte) Johanna Walburgis Wambolt von Umstadt † 5. Januar 1819 auf Gut Inditz, Böhmen                                                          | ⚭ 27. Juli 1802 mit Karolina (Charlotte) Johanna Walburgis Wambolt von Umstadt † 5. Januar 1819 auf Gut Inditz, Böhmen                                                          | ⚭ 27. Juli 1802 mit Karolina (Charlotte) Johanna Walburgis Wambolt von Umstadt † 5. Januar 1819 auf Gut Inditz, Böhmen                                                          | ⚭ 27. Juli 1802 mit Karolina (Charlotte) Johanna Walburgis Wambolt von Umstadt † 5. Januar 1819 auf Gut Inditz, Böhmen                                                          | ⚭ 27. Juli 1802 mit Karolina (Charlotte) Johanna Walburgis Wambolt von Umstadt † 5. Januar 1819 auf Gut Inditz, Böhmen                                                          | ⚭ 27. Juli 1802 mit Karolina (Charlotte) Johanna Walburgis Wambolt von Umstadt † 5. Januar 1819 auf Gut Inditz, Böhmen                                                          |
| | | | | | |                                                                                     |                                                                                     |  |  | | | | | | |
| Theodor Philipp Friedrich Franz Maria Theophil Graf von Coudenhove * 27. Juli 1803 in Aschaffenburg, † 23. April 1880 in Wien                                                                 | Theodor Philipp Friedrich Franz Maria Theophil Graf von Coudenhove * 27. Juli 1803 in Aschaffenburg, † 23. April 1880 in Wien                                                                 | Theodor Philipp Friedrich Franz Maria Theophil Graf von Coudenhove * 27. Juli 1803 in Aschaffenburg, † 23. April 1880 in Wien                                                                 | Theodor Philipp Friedrich Franz Maria Theophil Graf von Coudenhove * 27. Juli 1803 in Aschaffenburg, † 23. April 1880 in Wien                                                                 | Theodor Philipp Friedrich Franz Maria Theophil Graf von Coudenhove * 27. Juli 1803 in Aschaffenburg, † 23. April 1880 in Wien                                                                 | Theodor Philipp Friedrich Franz Maria Theophil Graf von Coudenhove * 27. Juli 1803 in Aschaffenburg, † 23. April 1880 in Wien                                                                 |                                                                                     |                                                                                     |  |  | ⚭ 18. Februar 1844 in Treviso, Königreich Lombardo-Venetien mit Henriette Josephine Gräfin von Auersperg * 27. November 1820 in Linz, Oberösterreich, † 4. Oktober 1873 in Wien | ⚭ 18. Februar 1844 in Treviso, Königreich Lombardo-Venetien mit Henriette Josephine Gräfin von Auersperg * 27. November 1820 in Linz, Oberösterreich, † 4. Oktober 1873 in Wien | ⚭ 18. Februar 1844 in Treviso, Königreich Lombardo-Venetien mit Henriette Josephine Gräfin von Auersperg * 27. November 1820 in Linz, Oberösterreich, † 4. Oktober 1873 in Wien | ⚭ 18. Februar 1844 in Treviso, Königreich Lombardo-Venetien mit Henriette Josephine Gräfin von Auersperg * 27. November 1820 in Linz, Oberösterreich, † 4. Oktober 1873 in Wien | ⚭ 18. Februar 1844 in Treviso, Königreich Lombardo-Venetien mit Henriette Josephine Gräfin von Auersperg * 27. November 1820 in Linz, Oberösterreich, † 4. Oktober 1873 in Wien | ⚭ 18. Februar 1844 in Treviso, Königreich Lombardo-Venetien mit Henriette Josephine Gräfin von Auersperg * 27. November 1820 in Linz, Oberösterreich, † 4. Oktober 1873 in Wien |
| Theodor Philipp Friedrich Franz Maria Theophil Graf von Coudenhove * 27. Juli 1803 in Aschaffenburg, † 23. April 1880 in Wien                                                                 | Theodor Philipp Friedrich Franz Maria Theophil Graf von Coudenhove * 27. Juli 1803 in Aschaffenburg, † 23. April 1880 in Wien                                                                 | Theodor Philipp Friedrich Franz Maria Theophil Graf von Coudenhove * 27. Juli 1803 in Aschaffenburg, † 23. April 1880 in Wien                                                                 | Theodor Philipp Friedrich Franz Maria Theophil Graf von Coudenhove * 27. Juli 1803 in Aschaffenburg, † 23. April 1880 in Wien                                                                 | Theodor Philipp Friedrich Franz Maria Theophil Graf von Coudenhove * 27. Juli 1803 in Aschaffenburg, † 23. April 1880 in Wien                                                                 | Theodor Philipp Friedrich Franz Maria Theophil Graf von Coudenhove * 27. Juli 1803 in Aschaffenburg, † 23. April 1880 in Wien                                                                 |                                                                                     |                                                                                     |  |  | ⚭ 18. Februar 1844 in Treviso, Königreich Lombardo-Venetien mit Henriette Josephine Gräfin von Auersperg * 27. November 1820 in Linz, Oberösterreich, † 4. Oktober 1873 in Wien | ⚭ 18. Februar 1844 in Treviso, Königreich Lombardo-Venetien mit Henriette Josephine Gräfin von Auersperg * 27. November 1820 in Linz, Oberösterreich, † 4. Oktober 1873 in Wien | ⚭ 18. Februar 1844 in Treviso, Königreich Lombardo-Venetien mit Henriette Josephine Gräfin von Auersperg * 27. November 1820 in Linz, Oberösterreich, † 4. Oktober 1873 in Wien | ⚭ 18. Februar 1844 in Treviso, Königreich Lombardo-Venetien mit Henriette Josephine Gräfin von Auersperg * 27. November 1820 in Linz, Oberösterreich, † 4. Oktober 1873 in Wien | ⚭ 18. Februar 1844 in Treviso, Königreich Lombardo-Venetien mit Henriette Josephine Gräfin von Auersperg * 27. November 1820 in Linz, Oberösterreich, † 4. Oktober 1873 in Wien | ⚭ 18. Februar 1844 in Treviso, Königreich Lombardo-Venetien mit Henriette Josephine Gräfin von Auersperg * 27. November 1820 in Linz, Oberösterreich, † 4. Oktober 1873 in Wien |
| | | | | | |                                                                                     |                                                                                     |  |  | | | | | | |
| Max Julius Viktor Maria Graf von Coudenhove * 17. Dezember 1865 in Wien, † 3. Juli 1928 in Bad Kissingen, Bayern; Jurist                                                                      | Max Julius Viktor Maria Graf von Coudenhove * 17. Dezember 1865 in Wien, † 3. Juli 1928 in Bad Kissingen, Bayern; Jurist                                                                      | Max Julius Viktor Maria Graf von Coudenhove * 17. Dezember 1865 in Wien, † 3. Juli 1928 in Bad Kissingen, Bayern; Jurist                                                                      | Max Julius Viktor Maria Graf von Coudenhove * 17. Dezember 1865 in Wien, † 3. Juli 1928 in Bad Kissingen, Bayern; Jurist                                                                      | Max Julius Viktor Maria Graf von Coudenhove * 17. Dezember 1865 in Wien, † 3. Juli 1928 in Bad Kissingen, Bayern; Jurist                                                                      | Max Julius Viktor Maria Graf von Coudenhove * 17. Dezember 1865 in Wien, † 3. Juli 1928 in Bad Kissingen, Bayern; Jurist                                                                      |                                                                                     |                                                                                     |  |  | ⚭ 21, September 1869 in Wien mit Marie Amalia Taaffe * 21. September 1866 in Salzburg, Österreich, † 19. November 1928 in Wien                                                  | ⚭ 21, September 1869 in Wien mit Marie Amalia Taaffe * 21. September 1866 in Salzburg, Österreich, † 19. November 1928 in Wien                                                  | ⚭ 21, September 1869 in Wien mit Marie Amalia Taaffe * 21. September 1866 in Salzburg, Österreich, † 19. November 1928 in Wien                                                  | ⚭ 21, September 1869 in Wien mit Marie Amalia Taaffe * 21. September 1866 in Salzburg, Österreich, † 19. November 1928 in Wien                                                  | ⚭ 21, September 1869 in Wien mit Marie Amalia Taaffe * 21. September 1866 in Salzburg, Österreich, † 19. November 1928 in Wien                                                  | ⚭ 21, September 1869 in Wien mit Marie Amalia Taaffe * 21. September 1866 in Salzburg, Österreich, † 19. November 1928 in Wien                                                  |
| Max Julius Viktor Maria Graf von Coudenhove * 17. Dezember 1865 in Wien, † 3. Juli 1928 in Bad Kissingen, Bayern; Jurist                                                                      | Max Julius Viktor Maria Graf von Coudenhove * 17. Dezember 1865 in Wien, † 3. Juli 1928 in Bad Kissingen, Bayern; Jurist                                                                      | Max Julius Viktor Maria Graf von Coudenhove * 17. Dezember 1865 in Wien, † 3. Juli 1928 in Bad Kissingen, Bayern; Jurist                                                                      | Max Julius Viktor Maria Graf von Coudenhove * 17. Dezember 1865 in Wien, † 3. Juli 1928 in Bad Kissingen, Bayern; Jurist                                                                      | Max Julius Viktor Maria Graf von Coudenhove * 17. Dezember 1865 in Wien, † 3. Juli 1928 in Bad Kissingen, Bayern; Jurist                                                                      | Max Julius Viktor Maria Graf von Coudenhove * 17. Dezember 1865 in Wien, † 3. Juli 1928 in Bad Kissingen, Bayern; Jurist                                                                      |                                                                                     |                                                                                     |  |  | ⚭ 21, September 1869 in Wien mit Marie Amalia Taaffe * 21. September 1866 in Salzburg, Österreich, † 19. November 1928 in Wien                                                  | ⚭ 21, September 1869 in Wien mit Marie Amalia Taaffe * 21. September 1866 in Salzburg, Österreich, † 19. November 1928 in Wien                                                  | ⚭ 21, September 1869 in Wien mit Marie Amalia Taaffe * 21. September 1866 in Salzburg, Österreich, † 19. November 1928 in Wien                                                  | ⚭ 21, September 1869 in Wien mit Marie Amalia Taaffe * 21. September 1866 in Salzburg, Österreich, † 19. November 1928 in Wien                                                  | ⚭ 21, September 1869 in Wien mit Marie Amalia Taaffe * 21. September 1866 in Salzburg, Österreich, † 19. November 1928 in Wien                                                  | ⚭ 21, September 1869 in Wien mit Marie Amalia Taaffe * 21. September 1866 in Salzburg, Österreich, † 19. November 1928 in Wien                                                  |
| | | | | | |                                                                                     |                                                                                     |  |  | | | | | | |
| Eduard Franz Joseph Max Maria Graf von Coudenhove * 2. Dezember 1890 in Wiener-Neustadt, Niederösterreich, † 20. Dezember 1964 in Wien                                                        | Eduard Franz Joseph Max Maria Graf von Coudenhove * 2. Dezember 1890 in Wiener-Neustadt, Niederösterreich, † 20. Dezember 1964 in Wien                                                        | Eduard Franz Joseph Max Maria Graf von Coudenhove * 2. Dezember 1890 in Wiener-Neustadt, Niederösterreich, † 20. Dezember 1964 in Wien                                                        | Eduard Franz Joseph Max Maria Graf von Coudenhove * 2. Dezember 1890 in Wiener-Neustadt, Niederösterreich, † 20. Dezember 1964 in Wien                                                        | Eduard Franz Joseph Max Maria Graf von Coudenhove * 2. Dezember 1890 in Wiener-Neustadt, Niederösterreich, † 20. Dezember 1964 in Wien                                                        | Eduard Franz Joseph Max Maria Graf von Coudenhove * 2. Dezember 1890 in Wiener-Neustadt, Niederösterreich, † 20. Dezember 1964 in Wien                                                        |                                                                                     |                                                                                     |  |  | ⚭ 26. August 1914 in Troppau, Österreichisch-Schlesien mit Hildegard Keil von Eichenthurn * 11. September 1890 in Troppau, † 19. Februar 1967 in Graz, Steiermark               | ⚭ 26. August 1914 in Troppau, Österreichisch-Schlesien mit Hildegard Keil von Eichenthurn * 11. September 1890 in Troppau, † 19. Februar 1967 in Graz, Steiermark               | ⚭ 26. August 1914 in Troppau, Österreichisch-Schlesien mit Hildegard Keil von Eichenthurn * 11. September 1890 in Troppau, † 19. Februar 1967 in Graz, Steiermark               | ⚭ 26. August 1914 in Troppau, Österreichisch-Schlesien mit Hildegard Keil von Eichenthurn * 11. September 1890 in Troppau, † 19. Februar 1967 in Graz, Steiermark               | ⚭ 26. August 1914 in Troppau, Österreichisch-Schlesien mit Hildegard Keil von Eichenthurn * 11. September 1890 in Troppau, † 19. Februar 1967 in Graz, Steiermark               | ⚭ 26. August 1914 in Troppau, Österreichisch-Schlesien mit Hildegard Keil von Eichenthurn * 11. September 1890 in Troppau, † 19. Februar 1967 in Graz, Steiermark               |
| Eduard Franz Joseph Max Maria Graf von Coudenhove * 2. Dezember 1890 in Wiener-Neustadt, Niederösterreich, † 20. Dezember 1964 in Wien                                                        | Eduard Franz Joseph Max Maria Graf von Coudenhove * 2. Dezember 1890 in Wiener-Neustadt, Niederösterreich, † 20. Dezember 1964 in Wien                                                        | Eduard Franz Joseph Max Maria Graf von Coudenhove * 2. Dezember 1890 in Wiener-Neustadt, Niederösterreich, † 20. Dezember 1964 in Wien                                                        | Eduard Franz Joseph Max Maria Graf von Coudenhove * 2. Dezember 1890 in Wiener-Neustadt, Niederösterreich, † 20. Dezember 1964 in Wien                                                        | Eduard Franz Joseph Max Maria Graf von Coudenhove * 2. Dezember 1890 in Wiener-Neustadt, Niederösterreich, † 20. Dezember 1964 in Wien                                                        | Eduard Franz Joseph Max Maria Graf von Coudenhove * 2. Dezember 1890 in Wiener-Neustadt, Niederösterreich, † 20. Dezember 1964 in Wien                                                        |                                                                                     |                                                                                     |  |  | ⚭ 26. August 1914 in Troppau, Österreichisch-Schlesien mit Hildegard Keil von Eichenthurn * 11. September 1890 in Troppau, † 19. Februar 1967 in Graz, Steiermark               | ⚭ 26. August 1914 in Troppau, Österreichisch-Schlesien mit Hildegard Keil von Eichenthurn * 11. September 1890 in Troppau, † 19. Februar 1967 in Graz, Steiermark               | ⚭ 26. August 1914 in Troppau, Österreichisch-Schlesien mit Hildegard Keil von Eichenthurn * 11. September 1890 in Troppau, † 19. Februar 1967 in Graz, Steiermark               | ⚭ 26. August 1914 in Troppau, Österreichisch-Schlesien mit Hildegard Keil von Eichenthurn * 11. September 1890 in Troppau, † 19. Februar 1967 in Graz, Steiermark               | ⚭ 26. August 1914 in Troppau, Österreichisch-Schlesien mit Hildegard Keil von Eichenthurn * 11. September 1890 in Troppau, † 19. Februar 1967 in Graz, Steiermark               | ⚭ 26. August 1914 in Troppau, Österreichisch-Schlesien mit Hildegard Keil von Eichenthurn * 11. September 1890 in Troppau, † 19. Februar 1967 in Graz, Steiermark               |
| | | | | | |                                                                                     |                                                                                     |  |  | | | | | | |
| | | Maria Gabriele Hildegard Anna Louise Gräfin von Coudenhove * 29. Mai 1916 in Berlin | Maria Gabriele Hildegard Anna Louise Gräfin von Coudenhove * 29. Mai 1916 in Berlin | Maria Gabriele Hildegard Anna Louise Gräfin von Coudenhove * 29. Mai 1916 in Berlin | Maria Gabriele Hildegard Anna Louise Gräfin von Coudenhove * 29. Mai 1916 in Berlin | Maria Gabriele Hildegard Anna Louise Gräfin von Coudenhove * 29. Mai 1916 in Berlin | Maria Gabriele Hildegard Anna Louise Gräfin von Coudenhove * 29. Mai 1916 in Berlin |  |  | ⚭ Kurt Obermayer von Marnach * 3. Juli 1915, † 30. Juni 1944 ⚭ Georg Koch * 28. Oktober 1900, † 17. April 1977                                                                  | ⚭ Kurt Obermayer von Marnach * 3. Juli 1915, † 30. Juni 1944 ⚭ Georg Koch * 28. Oktober 1900, † 17. April 1977                                                                  | ⚭ Kurt Obermayer von Marnach * 3. Juli 1915, † 30. Juni 1944 ⚭ Georg Koch * 28. Oktober 1900, † 17. April 1977                                                                  | ⚭ Kurt Obermayer von Marnach * 3. Juli 1915, † 30. Juni 1944 ⚭ Georg Koch * 28. Oktober 1900, † 17. April 1977                                                                  | ⚭ Kurt Obermayer von Marnach * 3. Juli 1915, † 30. Juni 1944 ⚭ Georg Koch * 28. Oktober 1900, † 17. April 1977                                                                  | ⚭ Kurt Obermayer von Marnach * 3. Juli 1915, † 30. Juni 1944 ⚭ Georg Koch * 28. Oktober 1900, † 17. April 1977                                                                  |
| | | | Maria Gabriele Hildegard Anna Louise Gräfin von Coudenhove * 29. Mai 1916 in Berlin | Maria Gabriele Hildegard Anna Louise Gräfin von Coudenhove * 29. Mai 1916 in Berlin | Maria Gabriele Hildegard Anna Louise Gräfin von Coudenhove * 29. Mai 1916 in Berlin | Maria Gabriele Hildegard Anna Louise Gräfin von Coudenhove * 29. Mai 1916 in Berlin | Maria Gabriele Hildegard Anna Louise Gräfin von Coudenhove * 29. Mai 1916 in Berlin |  |  | ⚭ Kurt Obermayer von Marnach * 3. Juli 1915, † 30. Juni 1944 ⚭ Georg Koch * 28. Oktober 1900, † 17. April 1977                                                                  | ⚭ Kurt Obermayer von Marnach * 3. Juli 1915, † 30. Juni 1944 ⚭ Georg Koch * 28. Oktober 1900, † 17. April 1977                                                                  | ⚭ Kurt Obermayer von Marnach * 3. Juli 1915, † 30. Juni 1944 ⚭ Georg Koch * 28. Oktober 1900, † 17. April 1977                                                                  | ⚭ Kurt Obermayer von Marnach * 3. Juli 1915, † 30. Juni 1944 ⚭ Georg Koch * 28. Oktober 1900, † 17. April 1977                                                                  | ⚭ Kurt Obermayer von Marnach * 3. Juli 1915, † 30. Juni 1944 ⚭ Georg Koch * 28. Oktober 1900, † 17. April 1977                                                                  | ⚭ Kurt Obermayer von Marnach * 3. Juli 1915, † 30. Juni 1944 ⚭ Georg Koch * 28. Oktober 1900, † 17. April 1977                                                                  |
| | | | | | |                                                                                     |                                                                                     |  |  | | | | | | |
| | | Henriette Louisa Gräfin von Coudenhove * 25. Dezember 1918 in Wien, † 15. Dezember 1996 in Graz, Steiermark                                                                                   | | | |                                                                                     |                                                                                     |  |  | | | | | | |
| | | | | | |                                                                                     |                                                                                     |  |  | | | | | | |